# 갈로마테세
갈로 마테세(이탈리아어: Gallo Matese)는 이탈리아 캄파니아주 카세르타도의 코무네다. 나폴리로부터 북쪽으로 70km, 카세르타로부터 남쪽으로 45km거리에 있다. 이마을은 7세기경에 불가르족의 일부가 정착하면서 생기게 되었다.